# Liam O'Flynn
Liam O'Flynn (Liam Óg Ó Floinn), född 15 april 1945 i Kill i County Kildare, död 14 mars 2018, var en irländsk folkmusiker som spelade uilleann pipe (irländsk säckpipa). Han ingick under 1970-talet tillsammans med Christy Moore, Andy Irvine och Dónal Lunny i den banbrytande irländska folkmusikgruppen Planxty. Senare gjorde han inspelningar där hans instrument samspelar med symfoniorkester, bl.a. i verket "The Brendan Voyage" av kompositören Shaun Davey och med internationella artister som Christy Moore, Dónal Lunny, Andy Irvine, Kate Bush, Mark Knopfler, The Everly Brothers, Emmylou Harris, Mike Oldfield, Mary Black, Enya och Sinéad O'Connor.

## Diskografi (urval)
Soloalbum
- Liam O'Flynn (1988)
- The Fine Art of Piping (1991)
- Out to an Other Side (1993)
- The Given Note (1995)
- The Piper's Call (1999)

Album med Planxty
- Planxty (1973)
- The Well Below the Valley (1973)
- Cold Blow and the Rainy Night (1974)
- The Planxty Collection (1974, samlingsalbum)
- After The Break (1979)
- The Woman I Loved So Well (1980)
- Words and Music (1983)
- Arís! (1984, samlingsalbum)
- Planxty/Live 2004 CD/DVD (2004)
- Between the Jigs and the Reels: A Retrospective CD/DVD (2016)